# Germinal (film, 1993)
Germinal je filmová adaptace stejnojmenného stejnojmenného románu Émila Zoly od Clauda Berriho z roku 1993. Snímek měl světovou premiéru 29. září 1993.

## Děj
Příběh se odehrává v hornickém městě Voreux v severní Francii v polovině 19. století. Étienne Lantier, nezaměstnaný mechanik, přijede do města a najde ubytování u rodiny Maheu. Zamiluje se do nejstarší dcery Catherine. Najde si práci v uhelném dole ve Voreux. Étienne je špatně placený a brzy ho nelidské pracovní podmínky natolik pobouří, že jako přesvědčený socialista přesvědčí horníky ke stávce.
Stávka vedená Étiennem způsobuje velké potíže celému uhelnému průmyslu v této oblasti, ale také životní podmínky dělnických rodin se zhoršují, protože zaměstnanci nedostávají mzdu. Mezitím si podnikatelé povolají na pomoc belgické stávkokaze. Dělníci jsou pobouřeni a chtějí se bránit, až musí zasáhnout armáda. Následuje přestřelka, při které je zabito několik povstalců, včetně starého Maheua a jeho malého syna. Kvůli hladu a beznaději jsou stávkující nuceni nastoupit do práce a nyní dostávají ještě nižší mzdy.
Než horníci sfárají, anarchista Souvarine důl sabotuje a způsobí jeho zavalení. Všichni kromě Étienna, Catherine a jejího bývalého snoubence Chavala jsou zachráněni. V dole Étienne zabije v boji Chavala a musí se dívat, jak Catherine umírá hlady. Když se k nim dostanou záchranné týmy, žije jen Étienne. Ten po své záchraně opouští Voreux a chce dál bojovat za vítězství socialismu.

## Ocenění
Film získal celkem 12 nominací na francouzskou filmovou cenu César, ale dokázal zvítězit pouze ve dvou kategoriích: nejlepší kamera (Yves Angelo) a nejlepší kostýmy (Moidele Bickel, Sylvie Gautrelet a Caroline de Vivaise). Dalších deset nominací bylo v kategoriích nejlepší film, nejlepší režie (Claude Berri), nejlepší herečka (Miou-Miou), nejlepší herec ve vedlejší roli (Jean-Roger Milo), nejlepší herečka ve vedlejší roli (Judith Henry), nejlepší scénář nebo adaptace (Claude Berri a Arlette Langmann), nejlepší filmová hudba (Jean-Louis Roques), nejlepší zvuk (Pierre Gamet), nejlepší výprava (Hoang Thanh At) a nejlepší střih (Hervé de Luze).

## Obsazení
| Renaud Séchan      | Étienne Lantier                |
| Miou-Miou          | Maheude                        |
| Judith Henry       | Catherine Maheu                |
| Jean Carmet        | Vincent Maheu řečený Bonnemort |
| Gérard Depardieu   | Toussaint Maheu                |
| Jean-Pierre Bisson | Rasseneur                      |
| Laurent Terzieff   | Souvarine                      |
| Bernard Fresson    | Victor Deneulin                |
| Jean-Roger Milo    | Chaval                         |
| Jacques Dacqmine   | Philippe Hennebeau             |
| Anny Duperey       | Madame Hennebeau               |